# Kenneth Broderick
Kenneth „Ken“ Lorne Broderick (* 16. Februar 1942 in Toronto, Ontario; † 13. März 2016 in Niagara Falls, Ontario) war ein kanadischer Eishockeytorwart. Während seiner Karriere spielte er für die Minnesota North Stars und die Boston Bruins in der National Hockey League sowie für die Edmonton Oilers und die Québec Nordiques in der World Hockey Association. Bei der Weltmeisterschaft 1966 und den Olympischen Winterspielen 1968 errang er mit der kanadischen Nationalmannschaft jeweils die Bronzemedaille. Sein älterer Bruder Len Broderick spielte ebenfalls in der NHL.

## Karriere
Ken Broderick begann seine Karriere bei den Toronto Marlboros in seiner Geburtsstadt. Nach drei Jahren verließ er das Team aus der Juniorleague der Ontario Hockey Association und schloss sich kurzzeitig den St. Paul Saints aus der International Hockey League an, wo er mit drei Einsätzen ein wenig zum Gewinn des Turner Cups 1961 beitrug. Anschließend spielte er für Brampton 7-up in der MTJHL und das Team der University of British Columbia, die UCB Thunderbirds, mit denen er das Endspiel um den University Cup 1963 erreichte, aber gegen die McMaster Marauders verlor. 1965/66 spielte er für die Vancouver Canucks, die damals noch in der Western Hockey League spielten.
Nach Stationen bei den Winnipeg Nationals und den Phoenix Roadrunners wechselte er 1969 zu den Iowa Stars in die Central Hockey League. Die Stars waren damals das Farmteam der Minnesota North Stars, für die er in der Spielzeit 1969/70 zu seinen ersten sieben NHL-Einsätzen kam. Nachdem er in den folgenden drei Jahren wieder unterklassig bei den Oakville Oaks und den San Diego Gulls gespielt hatte, nahm er 1973 einen erneuten Anlauf in der NHL und absolvierte in den folgenden zwei Jahren insgesamt 20 Spiele für die Boston Bruins, mit denen er 1974 die East Division der NHL gewann. In der Saison 1975/76 stand er dann ausschließlich beim Farmteam der Bruins, den Rochester Americans, in der American Hockey League auf dem Eis. Anschließend wechselte er zur damaligen NHL-Konkurrenz World Hockey Association, wo er bei den Edmonton Oilers und den Québec Nordiques seine Karriere ausklingen ließ.

### International
Broderick schloss sich 1963 dem Projekt von Father David Bauer an, eine Mannschaft für die Olympischen Winterspiele in Innsbruck 1964 aufzustellen. Diese Mannschaft verbrachte die gesamte Saison 1963/64 zusammen, trainierte gemeinsam und absolvierte Testspiele. Trotz dieser intensiven Vorbereitungen reichte es in Österreich nur zu Platz vier. In den beiden folgenden Jahren nahm er mit der kanadischen Nationalmannschaft an den Weltmeisterschaften 1965 und auch 1966, als er mit den Ahornblättern die Bronzemedaille gewann, teil. Auch bei den Olympischen Winterspielen in Grenoble 1968 holten die Kanadier die Bronzemedaille, wozu Broderick als bester Torhüter und Mitglied des All-Star-Teams maßgeblich beitrug. Herausragend war dabei sein Shutout beim 3:0-Erfolg gegen die später viertplatzierten Schweden.

## Erfolge und Auszeichnungen
- 1963 Gewinn des Turner Cups mit den St. Paul Saints
- 1966 Bronzemedaille bei der Weltmeisterschaft
- 1968 Bronzemedaille bei den Olympischen Winterspielen
- 1968 All-Star-Team und bester Torhüter bei den Olympischen Winterspielen